# Carlos Tavares
Carlos Tavares, född 14 augusti 1958 i Lissabon, är en portugisisk företagsledare.
Efter examen vid École Centrale Paris började Tavares arbeta för Renault och gick senare vidare till samarbetspartnern Nissan i Nordamerika. 2013 gick han över till konkurrenten Groupe PSA där han som styrelseordförande arbetade för bildandet av bilkoncernen Stellantis. Han utsågs till företagets första VD i januari 2021.
Tavares lämnade VD-posten för Stellantis med kort varsel i december 2024.